# AirCashBack
AirCashBack – firma świadcząca usługi prawne na rzecz pasażerów linii lotniczych, którym przytrafił się zakłócony lot. Podstawą jej działania jest Rozporządzenie (WE) nr 261/2004 Parlamentu Europejskiego i Rady z dnia 11 lutego 2004 r. Zgodnie z nim pasażerom lotniczym, którzy doświadczyli odwołania, opóźnienia lotu lub odmowy przyjęcia na pokład samolotu (overbookingu) należy się odszkodowanie.

## Historia
Firma AirCashBack została założona 2 lipca 2013 roku w Katowicach przez przedsiębiorców Michała Feliksa i Michała Stanisza oraz radcę prawnego, Romana Adamaszka. AirCashBack od początku prowadził działalność w obszarze dochodzenia odszkodowań dla pasażerów linii lotniczych, stosując model rozliczeń z klientem "no win, no fee”, w którym wynagrodzenie pobierane jest wyłącznie w przypadku skutecznego uzyskania odszkodowania.
W 2014 roku inwestor z Luksemburga, Marcin Feliks, dokonał inwestycji w spółkę, co umożliwiło rozbudowę infrastruktury i zwiększenie zdolności operacyjnych w odpowiedzi na rosnący popyt. W kolejnych latach z grona wspólników odeszło 2 z 3 założycieli - Roman Adamaszek oraz Michał Stanisz, który sprzedali swoje udziały Michałowi Feliks i Marcinowi Feliks. Przed wybuchem pandemii COVID-19 w spółce pozostawało dwóch wspólników: Michał Feliks (prezes zarządu) oraz Marcin Feliks (inwestor pasywny). W okresie pandemii spółka odnotowała spadek popytu na swoje usługi o ponad 90% w związku z globalnym ograniczeniem ruchu lotniczego. Dzięki reorganizacji oraz wsparciu uzyskanym z Polskiego Funduszu Rozwoju w formie częściowo bezzwrotnej pożyczki, spółce udało się utrzymać działalność bez redukcji zatrudnienia.
9 marca 2023 roku w spółkę zainwestował seryjny przedsiębiorca z branży technologicznej - Maciej Zawadziński, twórca m.in. Clearcode i Piwik.pro, obejmując ponad 20% udziałów w jej kapitale zakładowym.
W ciągu dotychczasowej działalności działalności z usług spółki skorzystały setki tysięcy pasażerów z Polski oraz innych państw Unii Europejskiej, którzy dzięki wsparciu AirCashBack otrzymali łącznie dziesiątki milionów Euro odszkodowań od linii lotniczych. Obecnie firma rozwija działalność na rynkach polskim, hiszpańskim i włoskim.

## Oferta
Firma oferuje kompleksową obsługę odszkodowań lotniczych. Od wnioskowania, przez analizę, aż po reprezentację w sądzie, jeśli takie rozwiązanie okaże się konieczne. Złożenie wniosku o odszkodowanie do AirCashBack jest w pełni darmowe. Marka współpracuje zarówno z klientami indywidualnymi, jak i grupowymi. AirCashBack wspiera także pasażerów w kwestiach związanych z nieuczciwymi praktykami stosowanymi przez linie lotnicze.
Dochodzenie odszkodowania za lot jest możliwe w przypadku, w którym odpowiedzialność za zakłócenie ponosi linia lotnicza. Jeżeli natomiast opóźnienie lotu wynika z okoliczności nadzwyczajnych np. ciężkich warunków pogodowych, przyczyn politycznych lub strajku pracowników lotniska (a nie pracowników linii), odszkodowanie nie jest przyznawane.
Od momentu powstania w 2013 roku firma obsłużyła setki tysięcy spraw, stale rozwija swój zasięg międzynarodowy i unowocześnia proces składania odszkodowań, m.in. poprzez intuicyjny system online i panel klienta.